# Società Polisportiva Giulianova 1976-1977
Questa pagina raccoglie le informazioni riguardanti la Società Polisportiva Giulianova nelle competizioni ufficiali della stagione 1976-1977.

## Rosa
| N. |                   | Ruolo | Calciatore            |
| -- | ----------------- | ----- | --------------------- |
|    | Italia (bandiera) | C     | Salvatore Amato       |
|    | Italia (bandiera) | P     | Remo Bianchi          |
|    | Italia (bandiera) | D     | Ugo Calosso           |
|    | Italia (bandiera) | A     | Alfredo Canzanese     |
|    | Italia (bandiera) | D     | Luigi Caucci          |
|    | Italia (bandiera) | C     | Romeo Comisso         |
|    | Italia (bandiera) | C     | Marco Cosenza         |
|    | Italia (bandiera) | A     | Bartolomeo Di Michele |
|    | Italia (bandiera) | A     | Nicola D'Ottavio      |
|    | Italia (bandiera) | C     | Giancarlo Ettori      |
|    | Italia (bandiera) | D     | Francesco Giorgini    |

| N. |                   | Ruolo | Calciatore          |
| -- | ----------------- | ----- | ------------------- |
|    | Italia (bandiera) | P     | Angelo Giuliani     |
|    | Italia (bandiera) | A     | Fedele Gualandri    |
|    | Italia (bandiera) | A     | Domenico Lepidi     |
|    | Italia (bandiera) | A     | Vincenzo Marino     |
|    | Italia (bandiera) | D     | Orazio Nodale       |
|    | Italia (bandiera) | D     | Aldo Palandrani     |
|    | Italia (bandiera) | C     | Giulio Palazzese    |
|    | Italia (bandiera) | C     | Nicola Perricone    |
|    | Italia (bandiera) | C     | Marco Tartari       |
|    | Italia (bandiera) | D     | Giuseppe Tortorici  |
|    | Italia (bandiera) | D     | Raffaele Triboletti |

## Risultati

### Campionato

#### Girone di andata
| 12 settembre 1976 1ª giornata | Giulianova | 3 – 1 | Arezzo |  |

| 19 settembre 1976 2ª giornata | Siena | 0 – 1 | Giulianova |  |

| 26 settembre 1976 3ª giornata | Giulianova | 2 – 2 | Pistoiese |  |

| 3 ottobre 1976 4ª giornata | Olbia | 1 – 0 | Giulianova |  |

| 10 ottobre 1976 5ª giornata | Giulianova | 2 – 2 | Reggiana |  |

| 17 ottobre 1976 6ª giornata | Spezia | 3 – 0 | Giulianova |  |

| 24 ottobre 1976 7ª giornata | Giulianova | 3 – 1 | Viterbese |  |

| 31 ottobre 1976 8ª giornata | Pisa | 2 – 1 | Giulianova |  |

| 7 novembre 1976 9ª giornata | Giulianova | 1 – 1 | Teramo |  |

| 14 novembre 1976 10ª giornata | Grosseto | 0 – 0 | Giulianova |  |

| 21 novembre 1976 11ª giornata | Giulianova | 1 – 0 | Anconitana |  |

| 28 novembre 1976 12ª giornata | Sangiovannese | 3 – 0 | Giulianova |  |

| 5 dicembre 1976 13ª giornata | Giulianova | 1 – 1 | Riccione |  |

| 12 dicembre 1976 14ª giornata | Lucchese | 2 – 0 | Giulianova |  |

| 19 dicembre 1976 15ª giornata | Massese | 1 – 0 | Giulianova |  |

| 2 gennaio 1977 16ª giornata | Giulianova | 3 – 2 | Empoli |  |

| 9 gennaio 1977 17ª giornata | Giulianova | 2 – 1 | Livorno |  |

| 16 gennaio 1977 18ª giornata | Parma | 1 – 0 | Giulianova |  |

| 23 gennaio 1977 19ª giornata | Giulianova | 3 – 1 | Fano |  |

#### Girone di ritorno
| 30 gennaio 1977 20ª giornata | Arezzo | 1 – 0 | Giulianova |  |

| 6 febbraio 1977 21ª giornata | Giulianova | 2 – 0 | Siena |  |

| 13 febbraio 1977 22ª giornata | Pistoiese | 1 – 0 | Giulianova |  |

| 20 febbraio 1977 23ª giornata | Giulianova | 1 – 0 | Olbia |  |

| 27 febbraio 1977 24ª giornata | Reggiana | 0 – 0 | Giulianova |  |

| 6 marzo 1977 25ª giornata | Giulianova | 2 – 0 | Spezia |  |

| 13 marzo 1977 26ª giornata | Viterbese | 1 – 1 | Giulianova |  |

| 20 marzo 1977 27ª giornata | Giulianova | 1 – 0 | Pisa |  |

| 27 marzo 1977 28ª giornata | Teramo | 1 – 1 | Giulianova |  |

| 3 aprile 1977 29ª giornata | Giulianova | 2 – 1 | Grosseto |  |

| 10 aprile 1977 30ª giornata | Anconitana | 3 – 0 | Giulianova |  |

| 17 aprile 1977 31ª giornata | Giulianova | 1 – 1 | Sangiovannese |  |

| 24 aprile 1977 32ª giornata | Riccione | 1 – 0 | Giulianova |  |

| 9 maggio 1977 33ª giornata | Giulianova | 1 – 0 | Lucchese |  |

| 15 maggio 1977 34ª giornata | Giulianova | 1 – 1 | Massese |  |

| 23 maggio 1977 35ª giornata | Empoli | 1 – 0 | Giulianova |  |

| 29 maggio 1977 36ª giornata | Livorno | 1 – 0 | Giulianova |  |

| 5 giugno 1977 37ª giornata | Giulianova | 3 – 2 | Pisa |  |

| 12 giugno 1977 38ª giornata | Fano | 0 – 0 | Giulianova |  |

### Coppa Italia Semiprofessionisti

#### Fase eliminatoria a gironi
| 22 agosto 1976 1ª giornata - Girone 21 | Civitanovese | 0 – 0 | Giulianova |  |

| 28 agosto 1976 3ª giornata - Girone 21 | Giulianova | 2 – 1 | Teramo |  |

| 1 settembre 1976 4ª giornata - Girone 21 | Giulianova | 3 – 1 | Civitanovese |  |

| 8 settembre 1976 6ª giornata - Girone 21 | Teramo | 0 – 0 | Giulianova |  |

#### Sedicesimi di finale
| 4 novembre 1976 Andata | Lanciano | 0 – 1 | Giulianova |  |

| 8 dicembre 1976 Ritorno | Giulianova | 1 – 0 | Lanciano |  |

#### Ottavi di finale
| 23 febbraio 1977 Andata | Campobasso | 2 – 0 | Giulianova |  |

| 9 marzo 1977 Ritorno | Giulianova | 1 – 1 | Campobasso |  |

## Giovanili

### Piazzamenti
- Berretti Nazionali:
  - Campionato: Vince il campionato.